# Hikari (stad)
Hikari (japanska: 光市?, Hikari-shi) är en stad i Yamaguchi prefektur vid den sydvästra kusten av ön Honshū i Japan. Hikari fick stadsrättigheter 1943. 2004 inkorporerades kommunen Yamato i staden.  Fram till 1940 var orten känd under namnet Shūnan. 